# Prix du Prince Claus
Le prix du prince Claus est une distinction néerlandaise créée en 1996, qui tient son nom de Claus von Amsberg. Il honore des personnalités et des organisations reflétant une approche contemporaine et progressive sur les thèmes de la culture et du développement. Les nominations sont effectuées par un jury d'experts. Le prix principal est de 100 000 euros et les prix additionnels sont de 25 000 euros.

## Éditions

### 1997
Thème

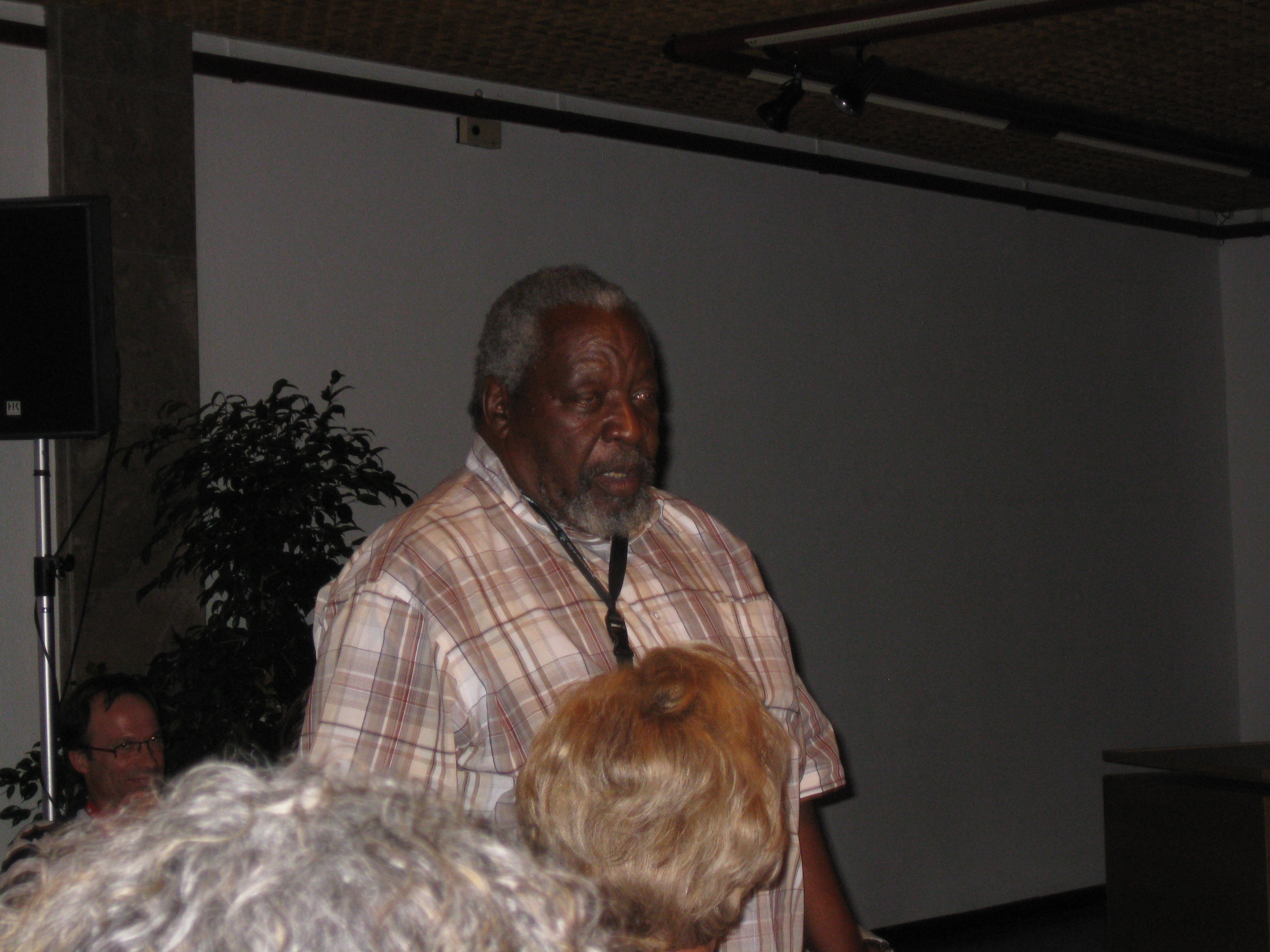
Malangatana Ngwenya

« Les gagnants des prix 1997 incarnent les objectifs du Fond du prince Claus : un travail exceptionnel dans le domaine de la culture et du développement en Asie, en Amérique latine et notamment en Afrique »
Lauréats
- Zimbabwe International Book Fair -  Zimbabwe – Prix principal, foire des livres
- CODESRIA -  Sénégal, conseil pour développent et recherches socio-scientifique
- Index on Censorship -  Royaume-Uni, organisation pour la liberté de la presse
- Malangatana Valente Ngwenya -  Mozambique, artiste peintre et poète
- Joseph Hanson Kwabena Nketia -  Ghana, ethnomusicien
- Sardono W. Kusumo -  Indonésie, chorégraphe, danseur et cinéaste
- Bruno Stagno -  Costa Rica, architecte
- Jim Supangkat -  Indonésie, sculpteur, critique d'art et conservateur
- Abdoljalil Tamimi -  Tunisie, historien
- Ernest Wamba dia Wamba -  République démocratique du Congo, philosophe politique

Jury
Adriaan van der Staay, Lolle Nauta, Anil Ramdas.

### 1998
Thème
« L'art de la mode africaine »
Lauréats

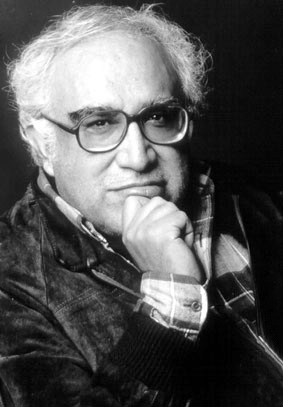
Carlos Monsiváis

- Alphadi -  Niger – Prix principal, couturier
- Oumou Sy -  Sénégal – Prix principal, couturier
- Tetteh Adzedu -  Ghana – Prix principal, couturier
- Rakhshan Bani Etemad -  Iran, cinéaste
- Heri Dono -  Indonésie, artiste peintre, sculpteur, artiste d'installation
- Ticio Escobar -  Paraguay, critique d'art, conservateur et directeur de musée
- Jyotindra Jain -  Inde, scientifique d'art et culture
- Jean-Baptiste Kiéthéga -  Burkina Faso, archéologue et historien
- David Koloane -  Afrique du Sud, artiste visuel et conservateur
- Baaba Maal -  Sénégal, chanteur
- Carlos Monsiváis -  Mexique, auteur, philosophe et journaliste
- Redza Piyadasa -  Malaisie, artiste visuel et critique d'art
- Rogelio Salmona -  Colombie, architecte
- Kumar Shahani -  Inde, cinéaste
- Tian Zhuangzhuang -  Chine, cinéaste
- Nazek Saba Yared -  Liban, essayiste et critique de littérature

Jury
Adriaan van der Staay, Charles Correa, Emile Fallaux, Mai Ghoussoub, Gaston Kaboré, Gerardo Mosquera.

### 1999
Thème
« Création d'espaces de liberté »
Lauréats

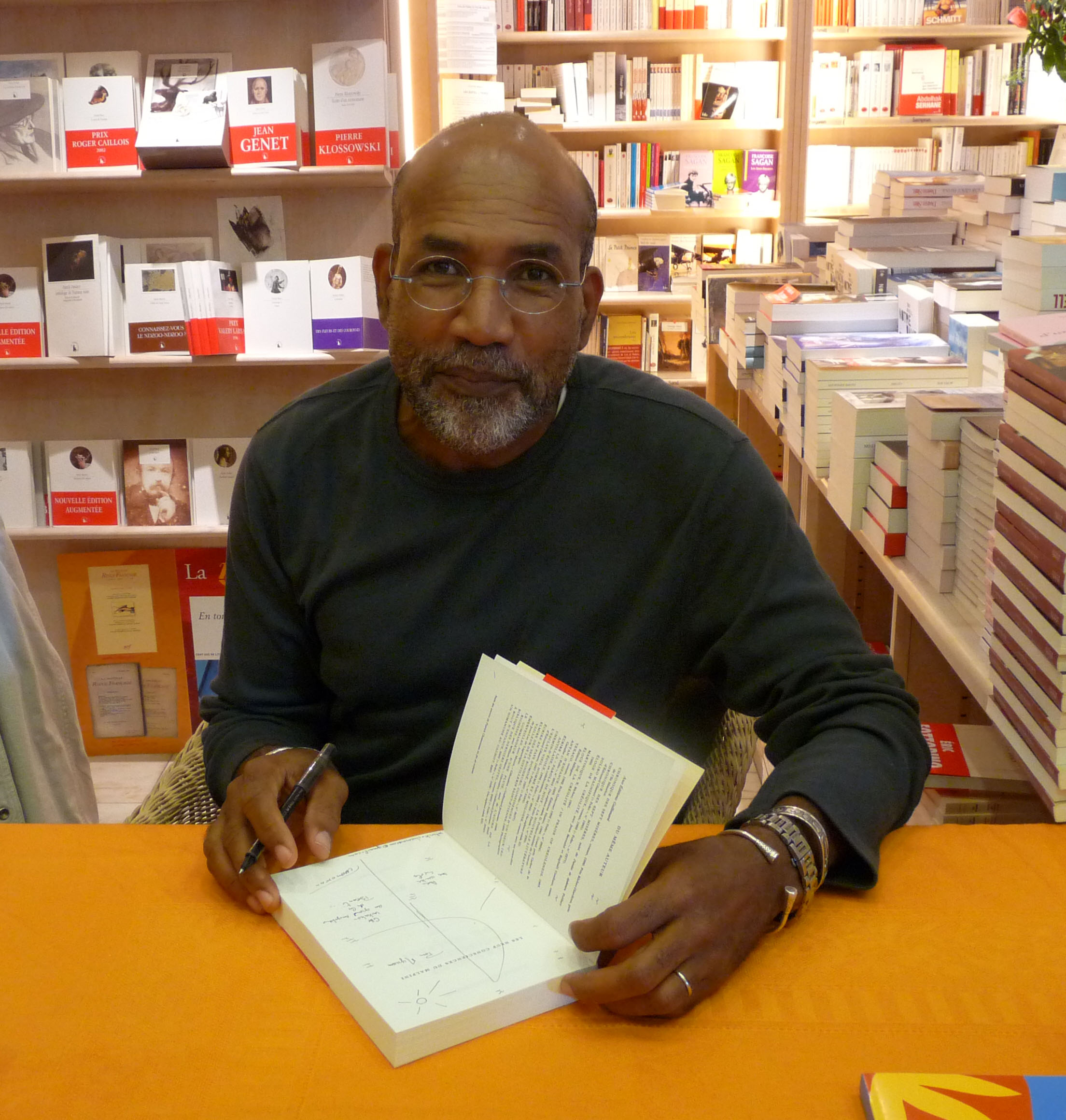
Patrick Chamoiseau

- Mohamed Fellag -  Algérie – Prix principal, comique, acteur et auteur
- Vitral -  Cuba – Prix principal, revue socioculturelle
- Al Jazeera  Qatar – Prix principal, chaîne de télévision indépendante
- Patrick Chamoiseau -  France, auteur
- Paulin J. Hountondji -  Bénin, philosophe
- Cildo Meireles -  Brésil, sculpteur, artiste de art conceptuelle et de installation
- Pepetela -  Angola, auteur
- Dessalegn Rahmato -  Éthiopie, sociologue
- Juana Marta Rodas et Julia Isídrez -  Paraguay, céramistes
- Claudia Roden -  Royaume-Uni -  Égypte, auteur des livres de cuisine
- Cheick Oumar Sissoko -  Mali, cinéaste
- Tsai Chih Chung -  Taïwan, cartoonist, dessinateur  de histoires en bandes, producteur des dessins animés
- Ken Yeang -  Malaisie, architecte

Jury
Adriaan van der Staay, Charles Correa, Emile Fallaux, Mai Ghoussoub, Gaston Kaboré, Gerardo Mosquera.

### 2000
Thème
« Héros urbains »
Lauréats

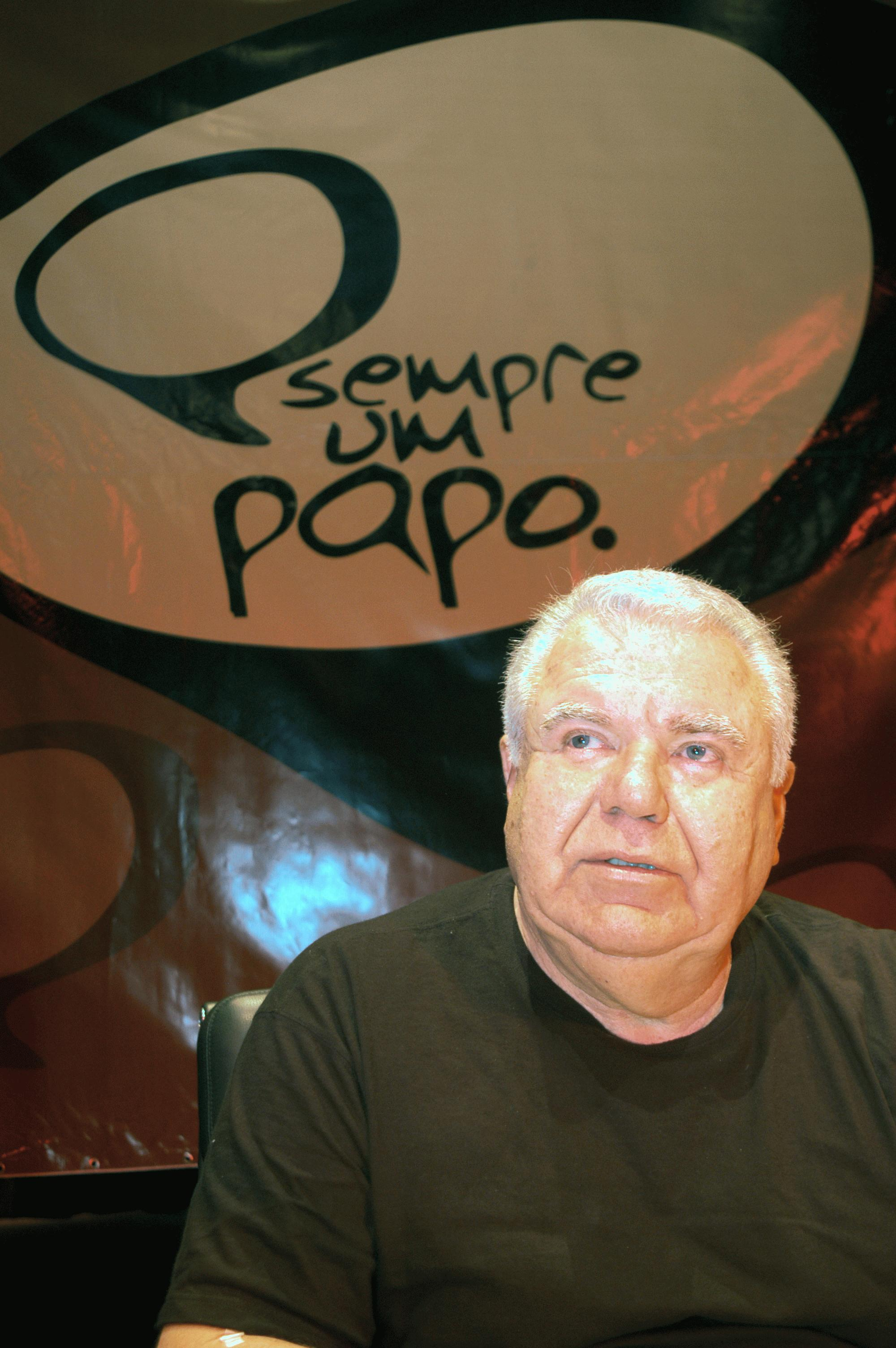
Jaime Lerner

- Jaime Lerner -  Brésil – Prix principal, architecte
- Viva Rio  Brésil – Prix principal, organisation sociale
- Francisco Toledo  Mexique – Prix principal, artiste peintre
- Bush Radio -  Afrique du Sud, station radiotélégraphique indépendante
- Communalism Combat -  Inde, organisation des droits de l'homme
- Cui Jian -  Chine, auteur-compositeur-interprète, trompettiste, guitariste et cinéaste
- Film Resource Unit -  Afrique du Sud, distributeur des films indépendant
- Arif Hasan -  Pakistan, architecte, urbaniste, philosophe social et poète
- Bhupen Khakhar -  Inde, artiste visuel
- Komal Kothari -  Inde, ethnomusicologue
- Werewere Liking -  Côte d'Ivoire, artiste peintre, cinéaste et auteur
- Ayu Utami -  Indonésie, créateur radio
- Van Leo -  Égypte, photographe

Jury
Adriaan van der Staay, Charles Correa, Emile Fallaux, Mai Ghoussoub, Gaston Kaboré, Gerardo Mosquera, Bruno Stagno.

### 2001
Thème
« Carnaval »
Lauréats
- Carnaval d'Été  Pays-Bas – Prix principal

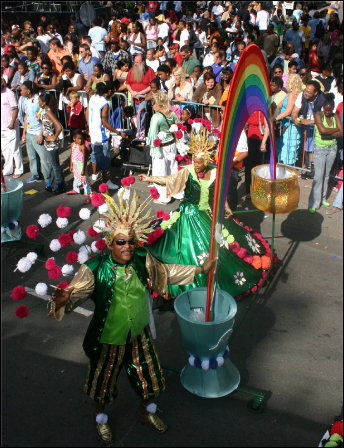
Carnaval d'Été à Rotterdam, 2006

- Peter Minshall -  Trinité-et-Tobago – Prix principal, dessinateur des costumes de carnaval
- Chris Abani -  Nigeria, auteur et poète
- Duong Thu Huong -  Viêt Nam, auteur
- Samuel Fosso -  Cameroun, photographe
- Jahan-e Ketab -  Iran, revue littéraire
- Mehri Maftun -  Afghanistan, ethnomusicien
- Antoun Maqdesi -  Syrie, philosophe politique
- Ibrahim el-Salahi -  Soudan, artiste peintre
- Elena Rivera Mirano -  États-Unis, chanteuse, chef de chœur et musicologue
- Talingo -  Panama, revue culturelle
- Iván Thays Vélez -  Pérou, auteur

Jury
Adriaan van der Staay, Charles Correa, Mai Ghoussoub, Gaston Kaboré, Gerardo Mosquera, Bruno Stagno.

### 2002
Thème

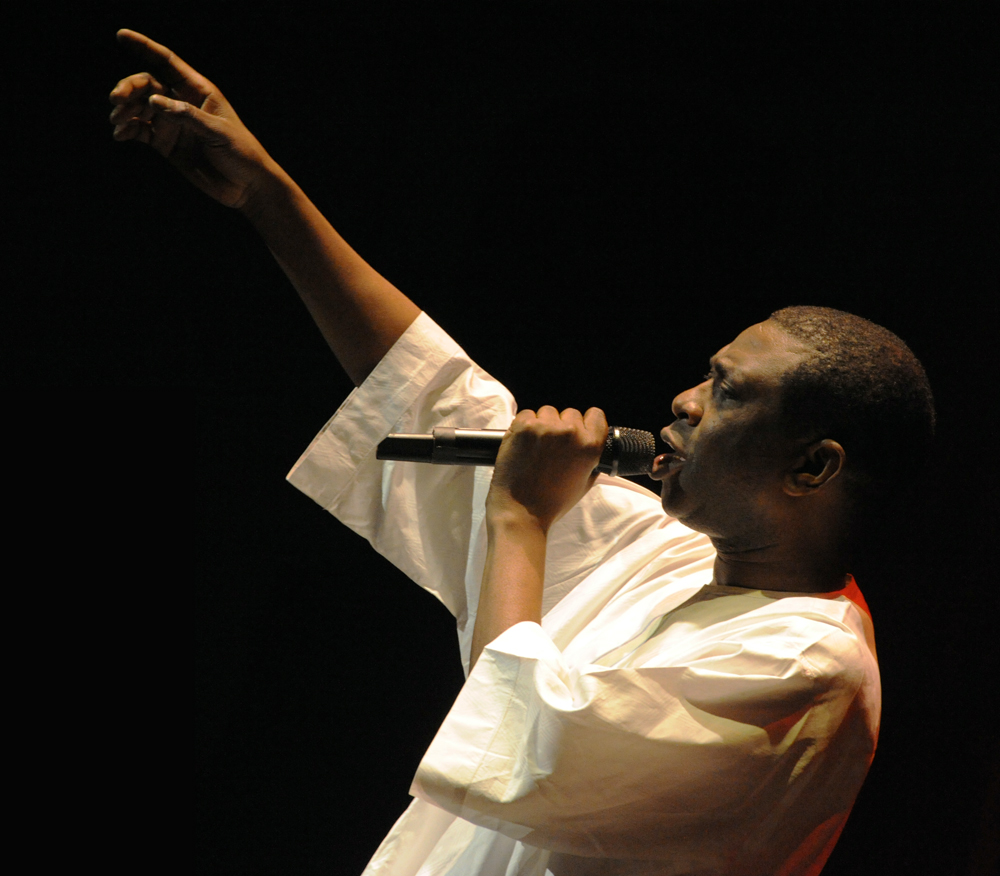
Youssou N'Dour

« Langues et formes d'expression transculturelles »
Lauréats
- Mohamed Chafik -  Maroc – Prix principal, auteur
- Marcelo Araúz Lavadenz -  Bolivie, directeur de festival, promoteur de culture et chef de chœur
- Ali Farzat -  Syrie, cartoonist
- Ferreira Gullar -  Brésil, auteur et critique d'art
- Amira Hass -  Israël, auteur
- Lembaga Kajian Islam dan Sosial -  Indonésie, organisation des droits de l'homme
- Virginia Pérez-Ratton -  Costa Rica, artiste visuel, critique d'art et conservatrice
- Youssou N'Dour -  Sénégal, chanteur
- Walter Tournier -  Uruguay, créateur des dessins animés
- Wu Liangyong -  Chine, urbaniste

Jury
Adriaan van der Staay, Sadik Al-Azm, Aracy Amaral, Goenawan Mohamad, Pedro Pimenta, Claudia Roden, Bruno Stagno.

### 2003
Thème
« Survie et innovation des arts»
Lauréats

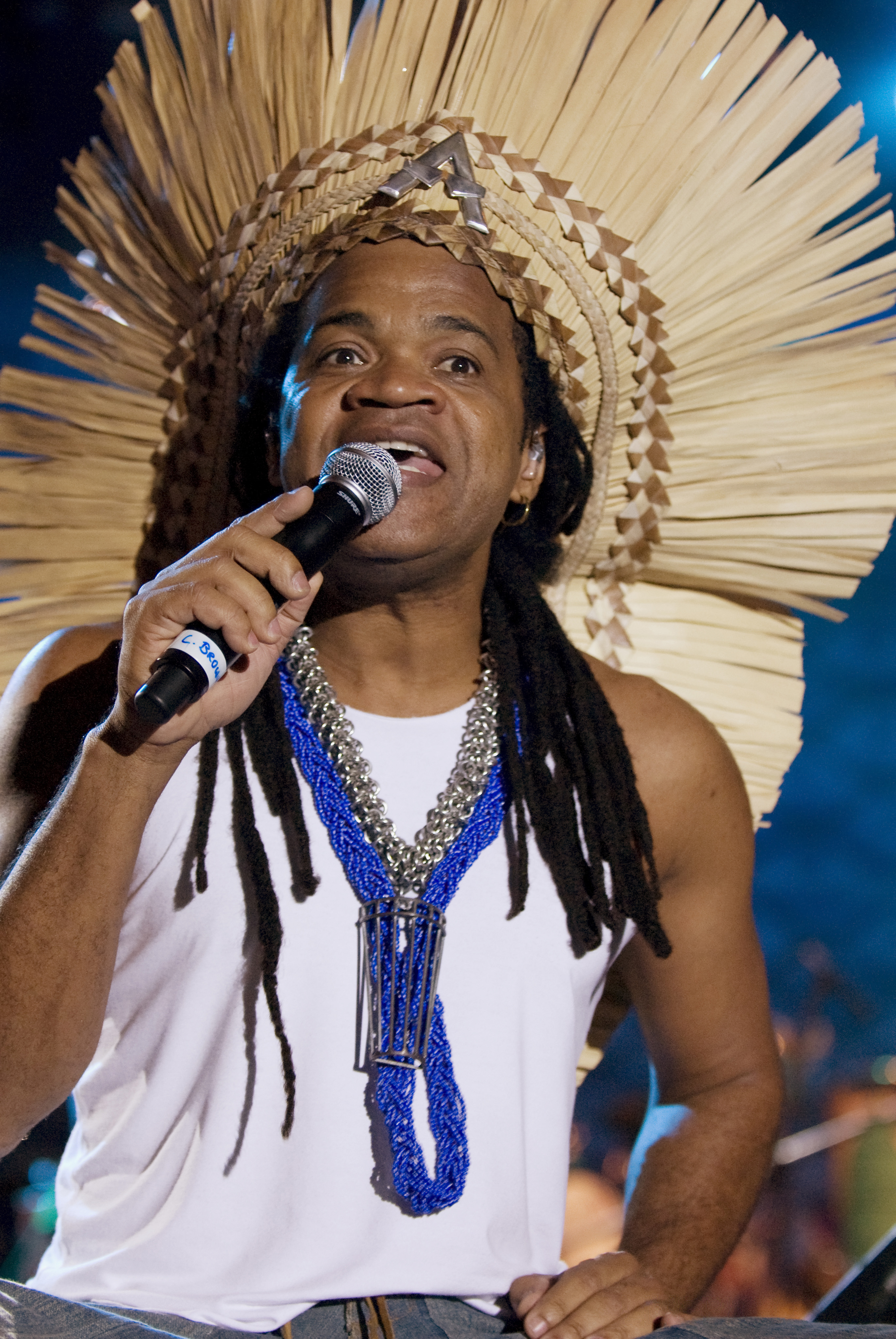
Carlinhos Brown

- Wang Shixiang -  Chine – Prix principal, collecteur d'art et poète
- L'Arab Human Development Report de 2002 de notamment Nader Fergany  Égypte
- Mathare Youth Sports Association -  Kenya, organisation d'aide au développement
- Carlinhos Brown -  Brésil, auteur-compositeur-interprète et percussionniste
- Lita Stantic (renouveau du cinéma argentin) -  Argentine, créatrice de cinéma
- District Six Museum -  Afrique du Sud, musée sur l'apartheid
- Hasan Salti -  Turquie, producteur de musique
- Mick Pearce -  Zimbabwe, architecte
- Reyum Institute of Arts and Culture -  Cambodge, institut d'art et culture
- G. N. Devy -  Inde, explorateur tribale
- Yovita Meta (Biboki Weavers) -  Indonésie, couturier et artisane

Jury
Adriaan van der Staay, Aracy Amaral, Sadik Al-Azm, Goenawan Mohamad, Pedro Pimenta, Claudia Roden, Bruno Stagno.

### 2004
Thème

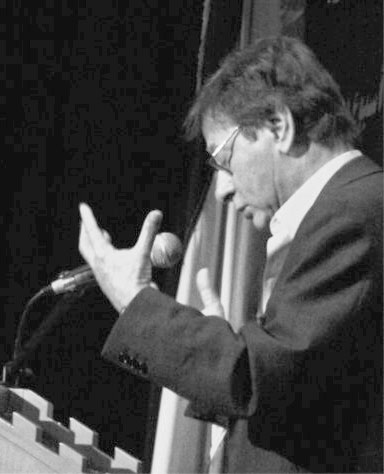
Mahmoud Darwish

« Les résultats positifs de l'asile et de l'immigration »
Lauréats
- Mahmoud Darwich -  Palestine – Prix principal, poète et auteur
- Jawad Al Assadi -  Irak, créateur théâtre et poète
- Tin Moe -  Birmanie, poète
- Ivaldo Bertazzo -  Brésil, danseur et chorégraphe
- Fédération de tir à l'arc du Bhoutan -  Bhoutan, société de tir à l'arc culturelle
- Halet Çambel -  Turquie, archéologue
- Omara Khan Massoudi -  Afghanistan, directeur de musée
- Memoria Abierta -  Argentine, organisation des droits de l'homme
- Farroukh Qasim (en) -  Tadjikistan, créateur théâtre
- Aminata Dramane Traoré -  Mali, écrivaine et femme politique

Jury
Adriaan van der Staay, Aracy Amaral, Sadik Al-Azm, Goenawan Mohamad, Pedro Pimenta, Claudia Roden, Bruno Stagno.

### 2005
Thème
« Humour et satire »
Lauréats

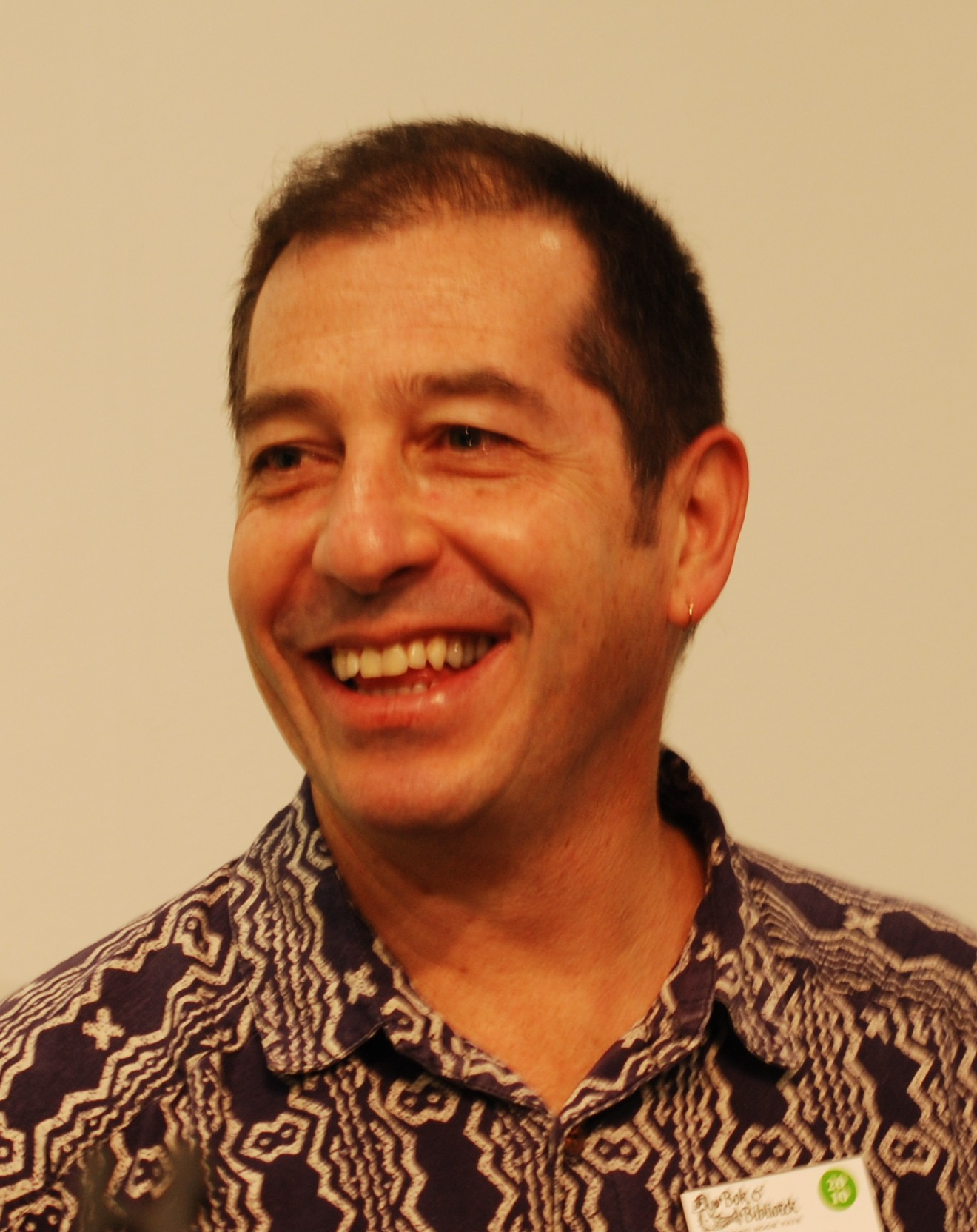
Zapiro

- Zapiro alias Jonathon Shapiro -  Afrique du Sud – Prix principal, dessinateur humoristique
- Lenin El-Ramly -  Égypte, auteur et régisseur
- Slamet Gundono -  Indonésie, marionnettiste
- Edgar Langeveldt -  Zimbabwe, comédien stand-up, auteur-compositeur-interprète et acteur
- Michael Poghosian -  Arménie, acteur, chanteur et cabaretier
- Quino alias Joaquín Salvador Lavado -  Argentine, dessinateur humoristique & auteur de bande dessinée
- Ebrahim Nabavi -  Iran, auteur et satirique
- Chéri Samba -  République démocratique du Congo, artiste peintre
- Niède Guidon -  Brésil, archéologue
- Abdul Sheriff -  Tanzanie, directeur de musée
- Opiyo Okach -  Kenya, danseur et chorégraphe

Jury
Niek Biegman, Aracy Amaral, Sadik Al-Azm, Goenawan Mohamad, Pedro Pimenta, Claudia Roden, Mick Pearce.

### 2006
Thème
« 10e anniversaire »
Lauréats
- Reza Abedini -  Iran – Prix principal, artiste graphique et critique d'art
- Lida Abdul -  Afghanistan, artiste visuelle, vidéaste et photographe
- Christine Tohme -  Liban, conservatrice et promoteur d'art
- Erna Brodber -  Jamaïque, sociologue
- Henry Chakava -  Kenya, éditeur
- Frankétienne -  Haïti, poète, dramaturge, musicien et artiste peintre
- Madeeha Gauhar -  Pakistan, actrice, créateur théâtre et militante pour les droits des femmes
- Michael Mel -  Papouasie-Nouvelle-Guinée, conservateur, philosophe, musicien et auteur dramatique
- Committee for Relevant Art (CORA) -  Nigeria, plate-forme d'art
- Al Kamandjâti -  Palestine, organisation de développent musicale
- Musée national du Mali -  Mali, musée archéologique et ethnologique

Jury
Selma Al-Radi, Manthia Diawara, Pablo Ortiz Monasterio, Amitav Ghosh, Virginia Pérez-Ratton, Mick Pearce, Niek Biegman.

### 2007
Thème
« Culture et conflit »
Lauréats

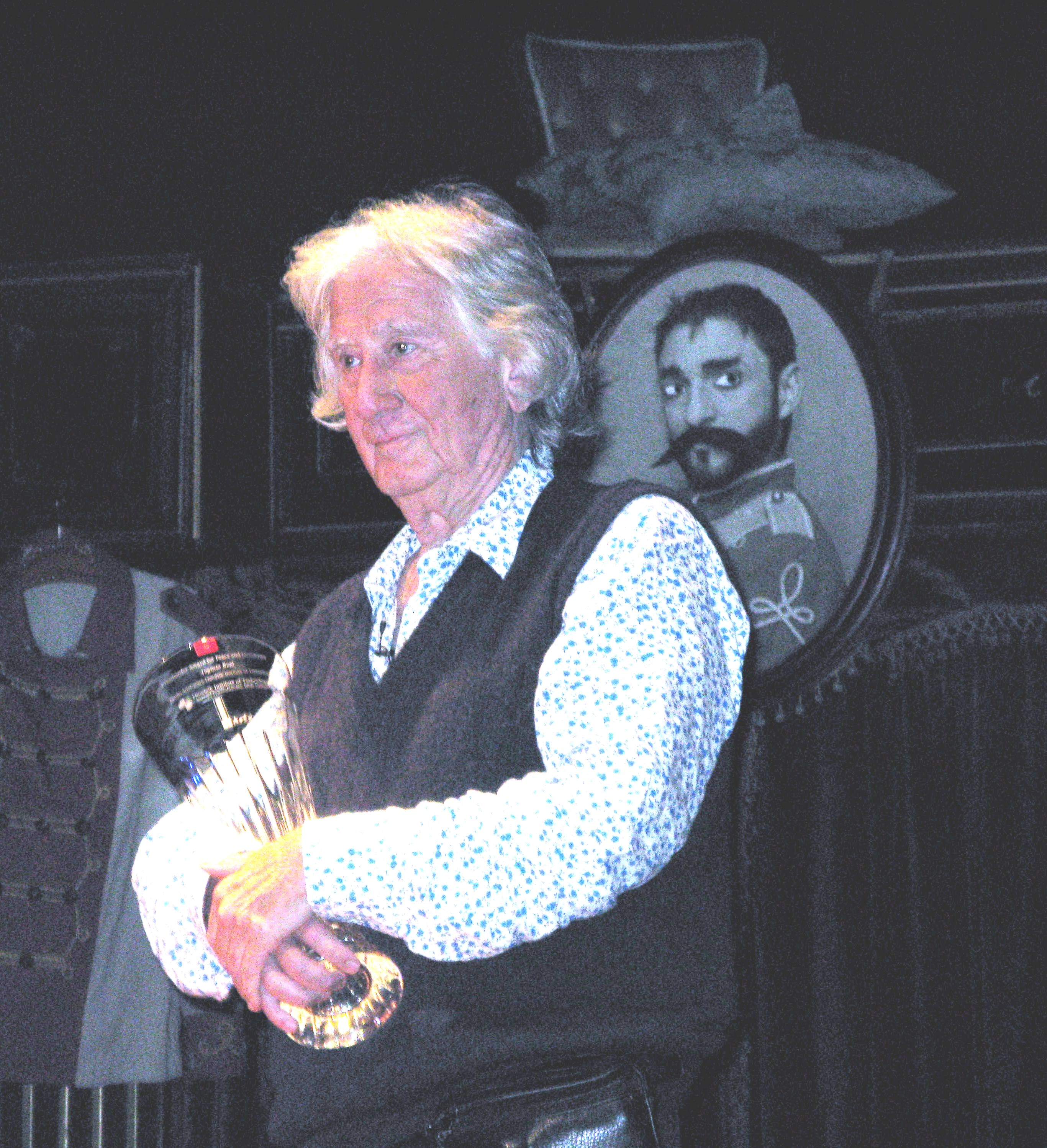
Augusto Boal

- Faustin Linyekula -  République démocratique du Congo – Prix principal, danseur et chorégraphe
- Patricia Ariza -  Colombie, dramaturge, poétesse et actrice dramatique
- Ars Aevi -  Bosnie-Herzégovine, musée d'art
- Augusto Boal -  Brésil, créateur théâtre
- Oscar Hagerman -  Mexique, architecte et dessinateur
- Emily Jacir -  Palestine, artiste visuelle
- Harutyun Khachatryan -  Arménie, cinéaste
- Chalkdust alias Hollis Liverpool -  Trinité-et-Tobago, chanteur des calypsos et auteur
- Gado alias Godfrey Mwampembwa -  Tanzanie, cartoonist
- Radio Isanganiro -  Burundi, organisation des droits de l'homme
- L’Union des écrivains soudanais -  Soudan

Jury
Peter Geschiere, Manthia Diawara, Pablo Ortiz Monasterio, Mick Pearce, Virginia Pérez-Ratton, Selma Al-Radi.

### 2008
Thème
« La culture et le corps humain »
Lauréats
- Indira Goswami -  Inde – Prix principal, poétesse
- Li Xianting -  Chine, critique d'art
- Ganchugiyn Purevbat -  Mongolie, artiste peintre, directeur de musée et lama
- Ousmane Sow -  Sénégal, sculpteur
- Dayanita Singh -  Inde, photographe
- Elia Suleiman -  Palestine, cinéaste
- James Iroha Uchechukwu -  Nigeria, photographe
- Tania Bruguera -  Cuba, artiste visuelle
- Ma Ke -  Chine, couturier
- Jeanguy Saintus -  Haïti, danseur et chorégraphe
- Carlos Henríquez Consalvi -  Venezuela -  Salvador, créateur radiographique et directeur de musée

### 2009
Thème
« Culture et Nature »
Lauréats

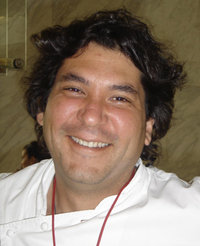
Gastón Acurio

- Simón Vélez -  Colombie – Prix principal, architecte
- El Anatsui -  Ghana, sculpteur
- Doual’art -  Cameroun, organisation d'art
- Liang Shaoji -  Chine, artiste conceptuel
- Jivya Soma Mashe -  Inde, artiste visuel
- Sammy Baloji -  République démocratique du Congo, photographe
- Santu Mofokeng -  Afrique du Sud, photographe
- Kanak Mani Dixit -  Népal, éditeur et auteur
- Institut de Historie de Nicaragua et Amérique Centrale -  Nicaragua
- Desiderio Navarro -  Cuba, critique d'art et culture
- Gastón Acurio -  Pérou, cuisinier et gastronome

### 2010
Thème
« Frontières à la réalité »
Lauréats
- Éditions Barzakh  Algérie – Prix principal, éditeur indépendant
- Decolonizing Architecture institute (DAi)  Palestine, institut pour architecture
- Jia Zhangke  Chine, cinéaste, acteur et écrivain
- Kwani Trust  Kenya, revue littéraire
- Ana Maria Machado  Brésil, artiste peintre et écrivain
- Yoani Sánchez  Cuba, blogueuse et militante des droits de l'homme
- Maya Goded  Mexique, photographe
- Gulnara Kasmalieva et Muratbek Djumaliev  Kirghizistan, couple de artistes visuels
- Dinh Q. Lê  Viêt Nam, artiste visuel et photographe
- Mehrdad Oskouei  Iran, créateur de films documentaires
- Aung Zaw  Thaïlande, éditeur

### 2011
Thème
« Briser les tabous »
Lauréats

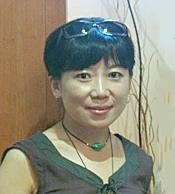
Woeser

- Ntone Edjabe  Afrique – Prix principal, disc-jockey, auteur et éditeur
- Said Atabekov  Kazakhstan, artiste visuel, vidéographe et photographe
- Book Café  Zimbabwe, plate-forme pour expression culturelle libre
- Nidia Bustos  Nicaragua, militante culturelle et directrice de théâtre
- Rena Effendi  Azerbaïdjan, photographe
- Regina Galindo  Guatemala, artiste corporel et de performance
- Ilkhom Theatre  Ouzbékistan, théâtre indépendant
- Kettly Mars  Haïti, poétesse et écrivaine
- Rabih Mroué  Liban, créateur théâtre et artiste visuel
- RIWAQ  Palestine, organisation architectonique
- Tsering Woeser  Chine, blogueuse, poétesse sino-tibétaine et écrivaine

### 2012
Lauréats

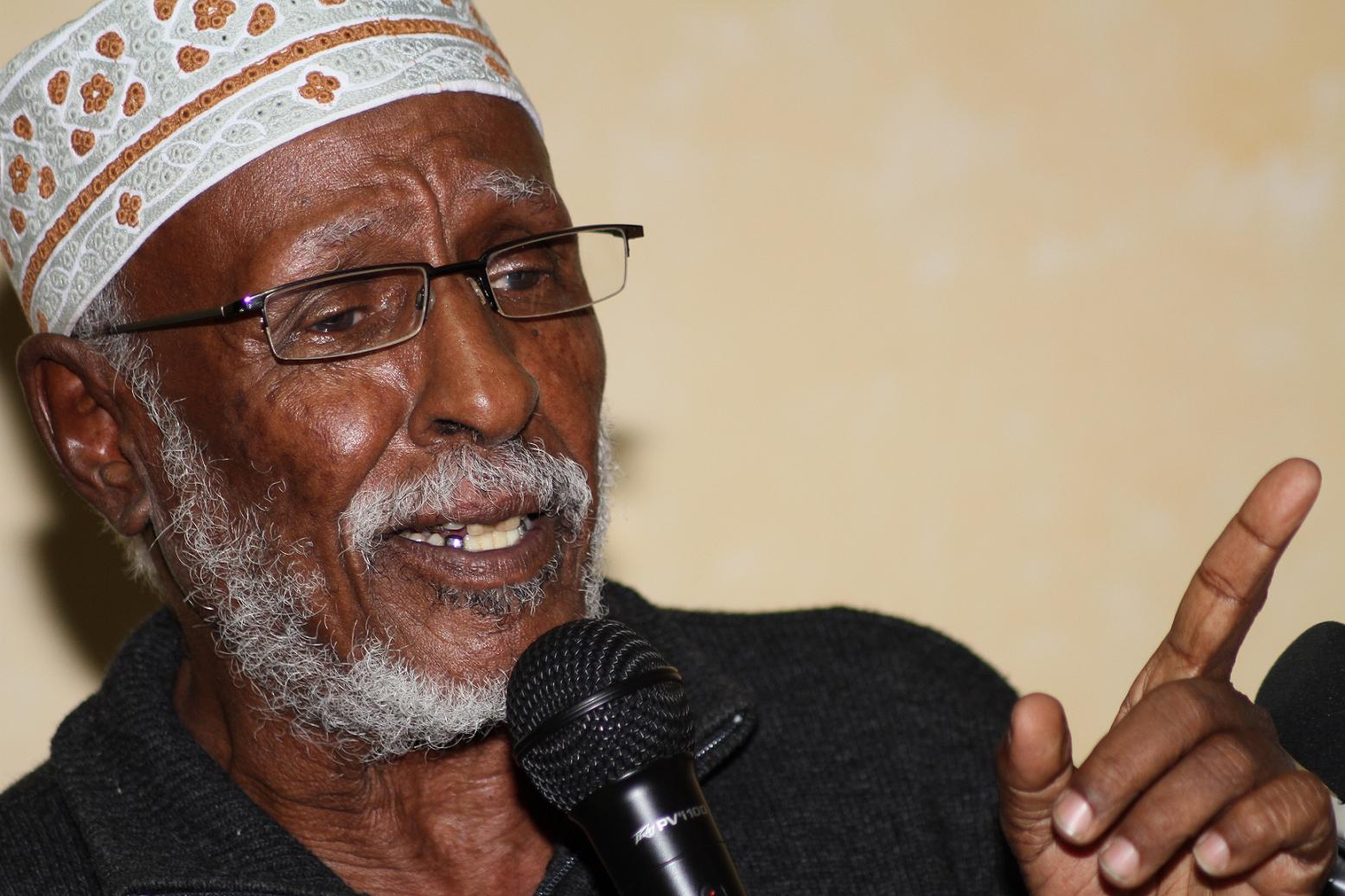
Le poète somalien Hadraawi en conférence

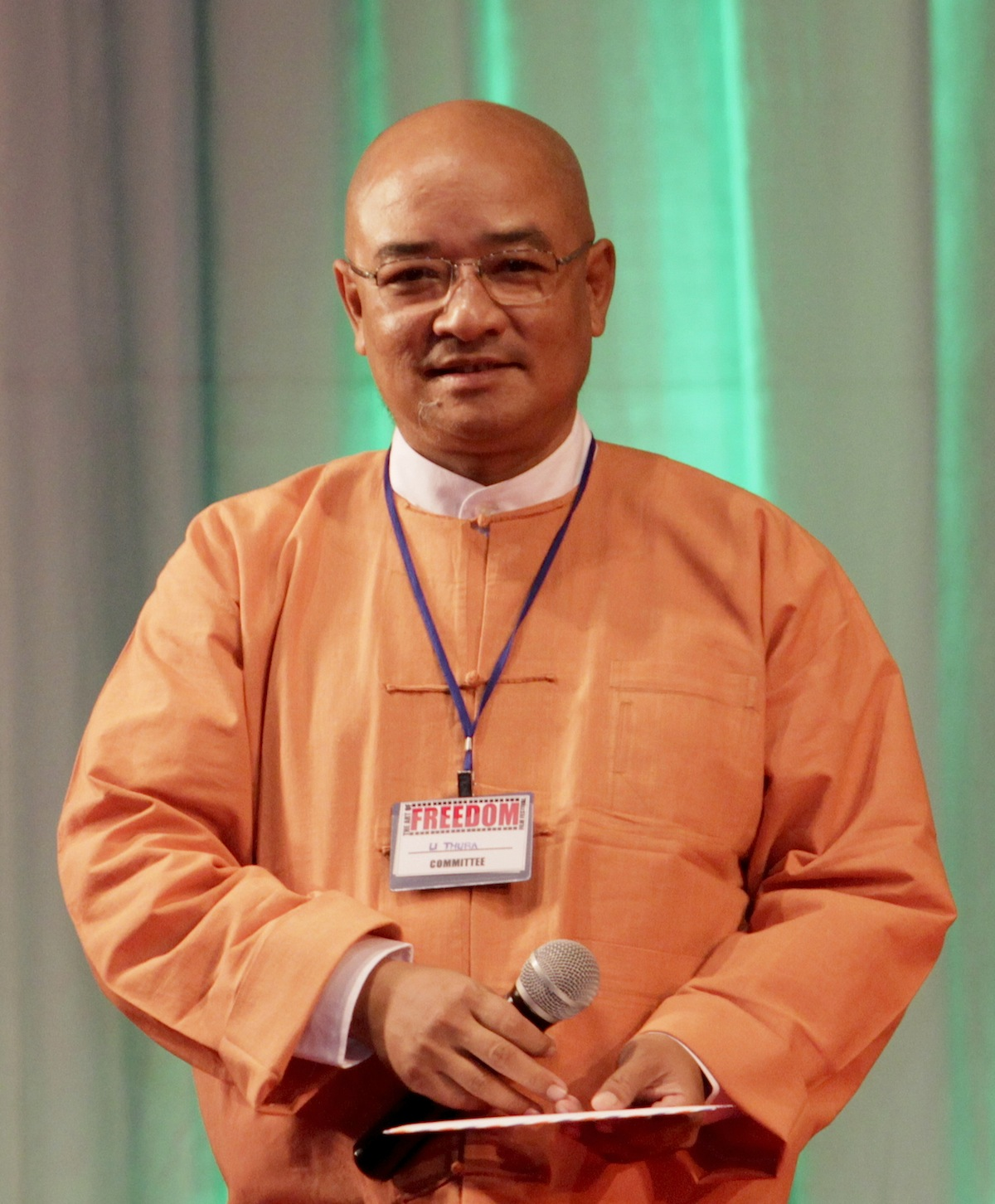
Zarganar

- Eloísa Cartonera  Argentine – Prix principal, coopération des dessinateurs et auteurs
- Sami Ben Gharbia  Tunisie, cybermilitant
- Habiba Djahnine  Algérie, producteur des films, organisateur des festivals des films et essayiste
- Yassin al-Haj Saleh  Syrie, écrivain
- Mohamed Ibrahim Warsame Hadraawi  Somalie, poète et auteur-compositeur
- Widad Kawar  Palestine, collecteur et explorateur de vêtement arabe et bijoux
- Teresa Margolles  Mexique, photographe, vidéographe et artiste de performance
- Boniface Mwangi  Kenya, reporter photographe et militant pacifiste
- Phare Ponleu Selpak  Cambodge, organisation d'édification culturelle et humanitaire
- Ian Randle  Jamaïque, éditeur indépendant
- Maung Thura, alias Zarganar  Birmanie, comique et cinéaste

### 2013
Lauréats
- Ahmed Fouad Negm
- Alejandro Zambra
- Carla Fernández
- Christopher Cozier
- Idrissou Mora-Kpaï
- Lu Guang
- Naiza Khan
- Orquesta de Instrumentos Reciclados Cateura
- Óscar Muñoz
- Teater Garasi
- Zanele Muholi
- Sami Ben Gharbia (Tunisie)

### 2014
- Ignacio Agüero (Chili),
- Rosina Cazali, (Guatemala),
- Lav Diaz, (Philippines),
- FX Harsono, (Indonesie),
- Gülsün Karamustafa, (Turquie),
- Tran Luong, (Vietnam),
- Museo Itinerante de Arte por la Memoria, (Pérou)
- Lia Rodrigues, (Brésil),
- Sparrow Sound & Picture Archives for Research on Women, (Inde)

### 2015
- Newsha Tavakolian (Iran),
- Latif Al-Ani (Iraq),
- Amakhosi (Zimbabwe),
- Jelili Atiku (Nigeria),
- Jean Pierre Bekolo (Cameroun)
- ETCETERA (Argentine/Chili)
- Perhat Khaliq (Chine)
- Fatos Lubonja (Albanie)
- Ossama Mohammed (Syrie)
- Oksana Shatalova (Kazakhstan)
- Y'en a marre (Sénégal)

### 2016
- Apichatpong Weerasethakul (Thailande)
- Kamal Mouzawak (Liban)
- The Second Floor (T2F) (Pakistan)
- Bahia Shehab (Egypte/Liban)
- La Silla Vacía (Colombie)
- Vo Trong Nghia (Vietnam)
- Stacey Gillian Abe (Ouganda)

### 2017
- Diébédo Francis Kéré